# Power Windows
| Recensione | Giudizio |
| ---------- | -------- |
| AllMusic   |          |

Power Windows è l'undicesimo album del gruppo rock canadese Rush. Registrato tra gli studi The Manor, Sarm East (Inghilterra) ed AIR Studios (Montserrat) è stato pubblicato l'11 ottobre 1985 in Canada e il 21 ottobre negli USA. È stato certificato disco d'oro dalla RIAA il 18 dicembre 1985 e disco di platino 27 gennaio 1986. Power Windows si aggiudica inoltre un Juno Award nel 1986 per la grafica dell'album.

## Descrizione
I Rush registrarono questo album avvalendosi della collaborazione del produttore Peter Collins, in un finalmente ritrovato clima di serenità e rilassatezza. L'apporto del nuovo produttore portò all'introduzione di nuovi elementi negli arrangiamenti, quali cori, orchestrazioni o nella sovraincisione delle linee vocali, tanto che Neil Peart definì l'album come "pazzescamente iperprodotto". I pezzi dell'album sono legati tra loro da un'unica tematica, il "potere". Tra i brani più interessanti ed apprezzati vanno citati The Big Money, Manhattan Project, Marathon e Mystic Rhythms.
Secondo Neil Peart la fase di composizione per il disco è cominciata a inizio 1985, presso gli studi canadesi Elora Sound. Lee e Lifeson stavano lavorando su idee musicali, mentre Peart sui testi. Presto hanno preso forma gli abbozzi di The Big Money, Marathon e Mystic Rhythms. In seguito il gruppo ha lavorato intorno a Middletown Dreams e Grand Designs. Come di consueto i Rush hanno intrapreso un giro di concerti di riscaldamento prima di entrare in studio di registrazione (5 date in Florida nel marzo 1985) dove sono state perfezionate le nuove composizioni durante i sound check e proposto alcuni brani in sede live. In seguito sono iniziati i contatti con il produttore Peter Collins e il tecnico del suono "Jimbo" Barton e proseguite le sezioni compositive, portando a compimento Territories e Emotion Detector, il cui testo in origine era stato scritto con l'intenzione di utilizzarlo in una ballata. Manhattan Project, l'ultima canzone della sessione, era piuttosto problematica, ma l'aiuto del produttore, attraverso i suoi suggerimenti, si è rivelato esser risolutivo. Le registrazioni vere e proprie delle tracce base si sono svolte in Inghilterra, presso i Manor Studios, nel mese di aprile, e sono state molto rapide. I brani sono stati quindi sottoposti a una importante opera di completamento con sovraincisioni: Andy Richards è intervenuto aggiungendo parti strumentali di tastiera sui brani e assistendo la programmazione delle stesse; percussioni esotiche sono state suonate da Peart per Territories e soprattutto per Mystic Rhythms. Trasferiti in maggio presso gli Air Studio di Montserrat Lifeson ha completato le varie sovraincisioni di chitarra. In giugno i lavori sono proseguiti negli studi Sarm East di Londra per registrare la voce e gli assoli di chitarra, a questo punto le registrazioni erano pressoché concluse; si è quindi iniziato a lavorare sulla disposizione dei brani nel disco, sulla grafica, le fotografie. In agosto, su spinta del produttore, presso gli studi di Abbey Road sono state registrati parti orchestrali per Manhattan Project e agli Angels Studios cori per Marathon, completando definitivamente le registrazioni.
Le recensioni al momento della pubblicazione dell'album parlano di un prodotto ben bilanciato tra il rock progressivo e la incorporazioni di elementi moderni, di ottimo compromesso tra le tipiche sonorità degli anni ottanta (Simple Minds, U2, Police, Siouxsie and the Banshees) e il rock brutale degli anni settanta. I testi vengono apprezzati e considerati al di sopra della media riscontrata in prodotti similari. Un disco che asseconda le aspettative dei fans senza deluderle minimamente. Particolarmente apprezzate risultano The Big Money e Manhattan Project. Anche secondo il giudizio di All Music nel disco - che per essere apprezzato richiede molti ascolti - spicca una fusione tra le origini hard-rock del gruppo e del grande impiego delle tecnologie tipiche degli anni ottanta. Il risultato, che potrebbe risultare freddo, è invece enfatizzato da importanti pezzi quali The Big Money, Manhattan Project, Marathon e soprattutto dall'emozionante Mystic Rhythms.

## Tracce
Testi di Neil Peart, musiche di Geddy Lee e Alex Lifeson.
1. The Big Money – 5:35
2. Grand Designs – 5:06
3. Manhattan Project – 5:05
4. Marathon – 6:09
5. Territories – 6:19
6. Middletown Dreams – 5:15
7. Emotion Detector – 5:10
8. Mystic Rhythms – 5:53

## Formazione
Gruppo
- Geddy Lee - basso, voce, tastiere, bass pedals
- Alex Lifeson - chitarra elettrica ed acustica
- Neil Peart - batteria e percussioni acustiche ed elettroniche

Altri musicisti
- Andy Richards - tastiere addizionali
- Anne Dudley - arrangiamenti e conduzione orchestra
- Andrew Jackman - arrangiamento e conduzione cori

## Classifiche
| Classifica (1985) | Posizione massima |
| ----------------- | ----------------- |
| Stati Uniti       | 10                |

## Principali edizioni e formati
Power Windows è stato pubblicato nel corso degli anni in varie edizioni, ristampe e formati; queste le principali:
- 1985, Anthem Records (solo Canada), formato: LP, MC
- 1985, Mercury Records, formato: LP, MC, CD
- 1997, Mercury Records, formato: CD, rimasterizzato
- 2016, Mercury Records, formato: LP (vinile 200 g.), rimasterizzato
- 2011, Mercury Records, all'interno del cofanetto Sector 3, formato: CD, rimasterizzato